# Michael Bates (acteur)
Pour les articles homonymes, voir Michael Bates et Bates.
Michael Bates, né le 4 décembre 1920 et mort le 11 janvier 1978, est un acteur britannique.

## Biographie
Il a notamment interprété le général Montgomery, rival du général Patton (George C. Scott), dans le film Patton de Franklin J. Schaffner, et le rôle du gardien-chef de prison dans Orange mécanique de Stanley Kubrick.
Il a joué dans différentes séries télévisées, dont la sitcom Last of the Summer Wine dans laquelle il a incarné, de 1973 à 1975, le rôle de Cyril Blamire, et la série It Ain't Half Hot Mum dans laquelle il a joué le personnage de Rangi Ram, de 1974 à 1977.

### Vie privée
Il a été marié à Margaret M. J. Chisholm depuis 1954 et avec qui il a eu trois enfants dont l'acteur Rupert Bates.

### Mort
Il meurt d'un cancer  à Chelsea, Londres, à l'âge de 57 ans.

## Filmographie partielle
- 1954 : Carrington V.C. de Anthony Asquith : Major Broke Smith
- 1956 : The Spanish Gardener (Le jardinier espagnol) de Philip Leacock : Consular Official
- 1958 : Dunkirk (Dunkerque) de Leslie Norman : Airman Froome
- 1959 : Après moi le déluge (I'm All Right Jack) de John Boulting : Bootle
- 1964 : Docteur Folamour (Dr. Strangelove or: How I Learned to Stop Worrying and Love the Bomb) de Stanley Kubrick
- 1967 : Fantasmes (Bedazzled) de Stanley Donen : Insp Clarke
- 1968 : Trois petits tours et puis s'en vont (Here We Go Round the Mulberry Bush) de Clive Donner : McGregor
- 1968 : Te casse pas la tête, Jerry (Don't Raise the Bridge, Lower the River) de Jerry Paris : Dr Spink
- 1968 : Les requins volent bas de David Miller
- 1968 : Salt and Pepper de Richard Donner Insp Crabbe
- 1969 : Ah Dieu ! que la guerre est jolie de Richard Attenborough
- 1969 : La Bataille  d Angleterre de Guy Hamilton
- 1969 : Arthur ? Arthur ! de Samuel Gallu
- 1970 : Patton de Franklin J. Schaffner : Bernard Montgomery
- 1971 : Orange mécanique (A Clockwork Orange) de Stanley Kubrick : le gardien-chef Barnes
- 1972 : Frenzy de Alfred Hitchcock : le sergent Spearman
- 1973 : No Sex Please We're British de Cliff Owen
- 1974 : La Chute des aigles : le général Ludendorff